# Dual Heroes
Dual Heroes (デュアルヒーローズ) est un jeu vidéo de combat sorti en 1997 sur Nintendo 64. Le jeu a été développé par Produce! et publié par Hudson Soft au Japon, Electro Brain (en) en Amérique du Nord et Gaga Interactive Media en Europe.